# Jeanne Millerand
Pour les articles homonymes, voir Millerand.
Jeanne Millerand, née Levayer le 7 mai 1864 au Mans (Sarthe) et morte le 23 octobre 1950 à Versailles, est l'épouse d'Alexandre Millerand, président de la République française du 23 septembre 1920 au 11 juin 1924.

## Biographie

### Origines
Juliette Victorine Jeanne Levayer est la fille d'Auguste Louis Levayer, propriétaire terrien et marchand de bois de la Sarthe, et de son épouse Jeanne Honorine Kan (qui se remariera avec Jehan de Bouteiller). Son frère cadet, Jean Levayer, est fonctionnaire à l'Administration générale de l'Assistance publique à Paris.

### Vie familiale
Après une dizaine d'années de vie commune, elle épouse Alexandre Millerand le 26 octobre 1898 à Paris (9e arrondissement). Le couple a quatre enfants :
- Jean (1899-1972), industriel, marié à Andrée Lebert, fille d'Albert Lebert (1877-1957), banquier, directeur général de la Société de construction des Batignolles, commandeur de la Légion d'honneur ;
- Alice (1902-1980), resta célibataire ;
- Jacques (1904-1979), avocat, puis magistrat, marié à Miquette Lazard, fille de Christian Lazard, associé de la banque Lazard, et petite-fille d'Ernest May ;
- Marthe (1909-1975), mariée à Jean-Paul Alfassa, docteur en droit, petit-fils d'Eugène d'Eichthal.

Jeanne Millerrand est décrite comme ayant une forte influence sur son mari.

### Épouse du président de la République

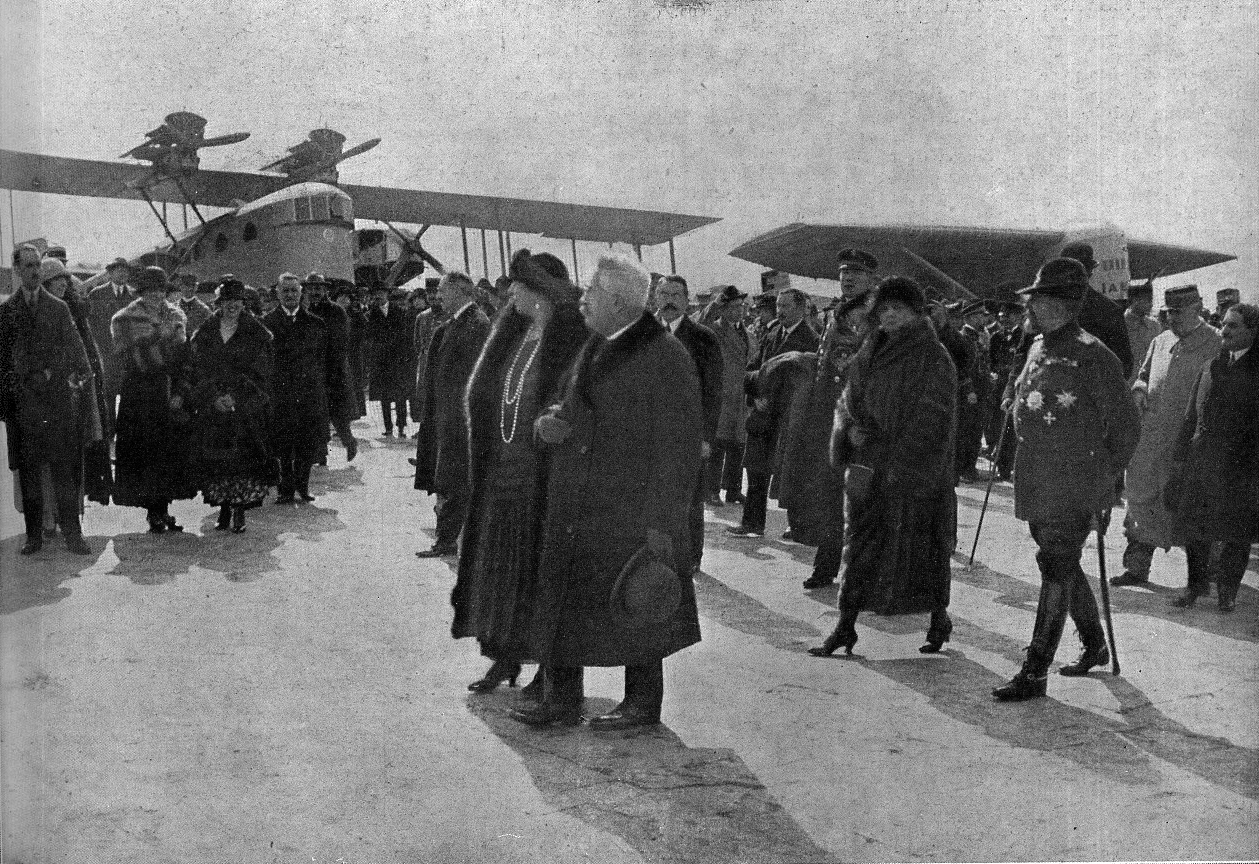
Le président de la République Alexandre Millerand au bras de la reine Marie de Roumanie (au premier plan) et le roi Ferdinand Ier de Roumanie avec Jeanne Millerand (derrière), sur le tarmac de l’aéroport du Bourget, le 19 avril 1924.

L'épouse d'Alexandre Millerand se plaît à être l'intendante du palais de l'Élysée. Après une réception, la reine de Roumanie confie au chef du protocole : « Mais c'est une reine que vous avez là ! ». Même si elle apprécie les mondanités, elle reste une femme discrète. Elle autorise les musiques nouvellement en vogue, mais proscrit le tango et le shimmy.

### Mort

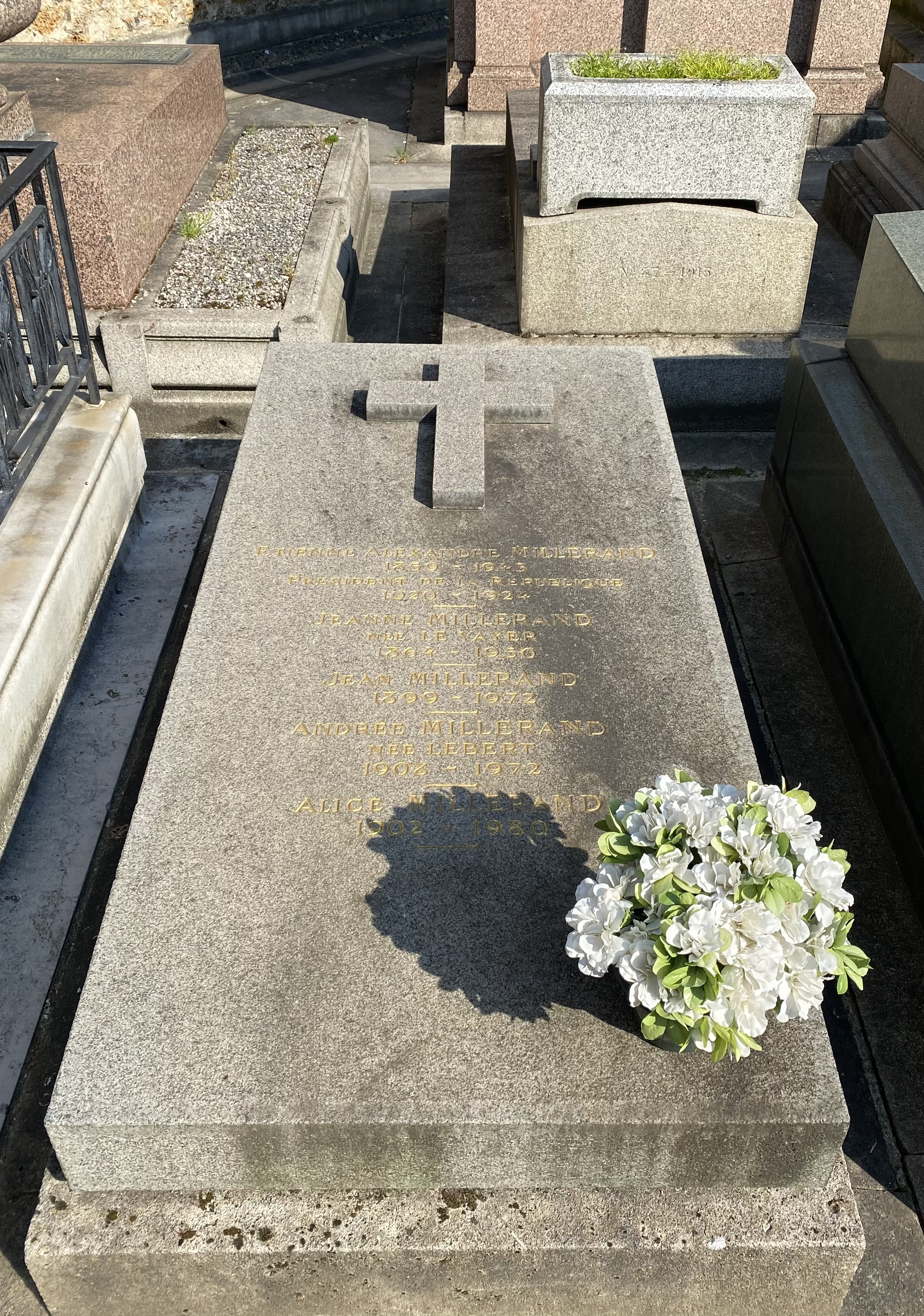
Photo de la tombe.

Elle meurt en 1950. Elle repose aux côtés de son époux au cimetière de Passy (16e arrondissement de Paris).

## Goûts et apparence
Présentée comme une belle et grande femme, elle est dépensière : Georges Renard, un homme politique proche du couple, indique qu'elle « aimait le luxe et n'aimait pas les gens mal mis ». Elle ne suit pas l'air novateur du temps, qui voit fleurir en France des couturiers de renom international comme Gabrielle Chanel ou Jeanne Lanvin. Elle préfère le style d'antan, c'est-à-dire la robe longue à corset, les ombrelles et les lourds chapeaux fleuris. « Sa préférence va au velours pesant et aux soies bruissantes alors que Cécile Sorel, Valentine Hugo, Mistinguett, Nathalie Paley et Ida Rubinstein imposent la mode des tricots, des jerseys, des robes chemises aux manches brèves. »